# Urban Desire
Urban Desire je čtvrté sólové studiové album americké zpěvačky Genyi Ravan. Vydalo jej v roce 1978 hudební vydavatelství 20th Century Fox Records a produkovala jej zpěvačka sama. Vedle autorských písní obsahuje také několik coververzí, například od Johna Calea či skladatelského tria Holland–Dozier–Holland. Na albu se podílel například zpěvák Lou Reed, který se zpěvačkou zpívat duet v písni „Aye Co'lorado“. V písni „Back in My Arms Again“ zpívali doprovodné vokály český hudebník Ivan Král a David Lasley. V hitparádě Billboard 200 se album umístilo na 147. příčce.

## Seznam skladeb
| Pořadí | Název                        | Autor                                       | Délka |
| ------ | ---------------------------- | ------------------------------------------- | ----- |
| 1.     | Jerry's Pigeons              | Genya Ravan, Charles Giordano, Cola         | 4:15  |
| 2.     | The Knight Ain't Long Enough | Joe Droukas                                 | 3:46  |
| 3.     | Do It Just for Me            | Wally Liberty                               | 3:53  |
| 4.     | Shot in the Heart            | Stuart Daye                                 | 2:46  |
| 5.     | Aye Co'lorado                | Ravan, Giordano                             | 3:00  |
| 6.     | Back in My Arms Again        | Brian Holland, Lamont Dozier, Eddie Holland | 4:06  |
| 7.     | Cornered                     | Daye                                        | 4:10  |
| 8.     | The Sweetest One             | Droukas                                     | 2:57  |
| 9.     | Darling, I Need You          | John Cale                                   | 3:33  |
| 10.    | Messin Around                | Ravan, Conrad Taylor, Paul Opalach          | 3:33  |
| 11.    | Shadowboxing                 | Droukas                                     | 7:15  |

## Obsazení
Hudebníci
- Genya Ravan – zpěv
- Ritchie Fliegler – kytara, mandolína
- Conrad Taylor – kytara
- Stuart Daye – kytara
- Paul Opalach – baskytara
- Don Nossov – baskytara
- John Paul Fetta – baskytara
- Charles Giordano – klávesy
- Bobby Chen – bicí, perkuse
- Lou Reed – zpěv
- Joey „Lola“ Ribaudo – doprovodné vokály
- David Lasley – doprovodné vokály
- Ivan Král – doprovodné vokály

Technická podpora
- Genya Ravan – produkce
- Ted Jensen – mastering